# Hardline
Hardline var en radikalekologisk rörelse och filosofi som hade sina rötter i straight edge-hardcore-scenen.

## Läran
Med ett manifest försökte de bryta med straight edge-rörelsen och dess hardcorescen. I och med det publicerade manifestet tog de avstånd från sin ursprungliga rörelse med en mycket radikalare syn på olika frågor. Det rörde sig om en mycket radikalare syn på ekologismen, mot abort och till skillnad från vissa delar av straight edge-scenen tog hardliners ställning för användandet av våld för att förhindra att människor skadade liv och natur eller skapade miljöer i vilket sådant kunde förekomma.
Hardline-filosofin, som klart och tydligt deklareras i manifestet, förbjuder sina anhängare att konsumera rökning eller tugga någon form av tobak, dricka alkohol eller använda någon form av illegal drog eller moderna mediciner. Alla hardliners är också veganer.

### Livsmedel
Hardliners fick bara äta veganskt och vad de ansåg vara naturligt och en del av Natural order. Det betyder brunt ris framför vitt, förångad juice framför socker, organiskt odlat framför konventionellt, etcetera. Anhängare uppmuntrades att inte köpa avsalugrödor från tredje världen såsom kaffe, choklad, socker och de flesta tropiska frukterna.
Hardliners inkluderade också koffein i otillåtna droger så kaffe och choklad avhöll man sig oftast från medan socker och tropiska frukter (speciellt de senare) var mer accepterade att konsumera.

### Sex
I enlighet med sitt abrahamitiska synsätt "Natural order", var de sexualpolitiska ställningstaganden mycket konservativa. Sex före äktenskapet sågs inte med blida ögon, homosexualitet var bannlyst, pornografi likaså, onaturlig användning av preventivmedel undveks och abort opponerade man sig militant emot. Rörelsens ståndpunkt i sexualfrågan var att dess naturliga syfte var fortplantning, men många hardliners böjde och bände på den regeln och rättfärdigade sex som inte slutade i barnafödande med att det var "potentiell fortplantning" genom att inte använda preventivmedel.
Hardline-rörelsen hade en tendens av att blanda olika världsåskådningar (de tog senare in influenser från anarkism, islam, och rastafari-rörelsen och en del andra idéströmningar) och försökte inledningsvis ge sin uppenbart bibliska sexualmoral trovärdighet genom att ge det en taoistisk grund. Detta för att attrahera den antivästliga läggningen i punk- och hardcorescenen, men möttes med svagt intresse och homosexualitets- samt abortfrågorna delade alltid de två subkulturella kusinerna.

## Historia
Hardline-rörelsen växte ur den mer politiskt medvetna del av södra Kaliforniens hardcore- och punkscen på 1990-talet. Trots att grundidén till filosofin funnits på olika sätt tidigare, konstruerades ideologin till stor de av Sean Muttaqi från bandet Vegan Reich. Hardline-filosofin sades ha sitt ursprung ur en etik (allt oskyldigt livs okränkbarhet) men i själva verket var Hardliners anhängare av Natural order som kan beskrivas som en syntes av ekologi, straight edge, djurrätt, vänsterism och abrahamitisk religion.
Rörelsen började dra till sig anhängare med olika grader av hängivenhet efter att Vegan Reich 1990 släppt "Hardline" EP och det officiella grundandet av rörelsen. Andra startades snart, varav Raid från Tennessee är den mest noterbara.
Även om Sean Muttaqi fortfarande var redaktör och gav ut zinet "Vanguard" (Hardlines officiella pressorgan) och därmed massivt influerade rörelsen ideologiskt, förflyttade sig snabbt rörelsens centrum till Tennessee på grund av den ökande aktiviteten där. Många i Memphis som befann sig inom dess hardcore-scen antog principerna Hardline erbjöd och började ge ut zines, organiserade demonstrationer, började agera mot djurindustrier och på andra sätt handla i enlighet med sina nya övertygelser.
Några av de mer uppseendeväckande saker Memphis Hardline-rörelse lyckades med var skapandet av den relativt väletablerade och stabila djurrättsorganisationen Coalition To Abolish The Fur Trade (CAFT).
Medan saker och ting började falna i Memphis, och Muttaqi konverterade till islam och beslutade att lämna hardcore-scenen samt Hardline, fick rörelsen uppmärksamhet i centrala Indiana. Muttaqi ville inte att rörelsen skulle dö, men inte heller vara ansvarig för den, och överförde redaktionsverksamheten för "Vanguard" till Ryan Downey. Han skrev och gav ut ett antal nummer av zinet, var sångare i banden Hardball och Warpath, och försökte fortsättningsvis göra Hardline som en del av "mainstream" politisk aktivism.
Efter några år beslutade Downey att ägna lite tid åt sig själv och sin andliga utveckling (han hade nyligen kommit i kontakt med Bahá'íidéer). "Vanguard" skickades vidare för att skrivas av David Agranoff, även han boende i Indianapolis.
Under Agranoffs ledarskap tog rörelsen nya vägar in i aktivismen utanför punk- och hardcore-scenen. Hardliners bidrog mycket till CAFT, Animal Defense League och Vegans For Life. Vissa tog också aktiv del i Earth First!, antiimperialistiska organisationer och andra vänsterfrågor och grupper. Med Agranoff som föregångare började grupper av Hardlines ta direktkontakt med allmänheten genom att anordna föredrag om aktuella händelser med ett politiskt och filosofiskt perspektiv. Då började också filosofin utvecklas och vissa frågor omvärderades och blev mer nyanserade.
Samtidigt försökte några hardliners från Massachusetts etablera en internationell del på Hawaii. Försöket misslyckades dock efter olika personliga konflikter (speciellt diskussion om tillagad mat var tillräckligt naturligt).
1998 upplevde rörelsen en intern kris då Sean Muttaqi kom tillbaka till Hardline och med en grupp nya anhängare gav ut det åttonde numret av "Vanguard" utan att varna Agranoff eller någon av de andra medlemmarna. "Vanguard" nummer åtta utropade en rationalisering av rörelsen under den nyskapade organisationen Hardline Central Committees (HCC) ledning och kritiserade skarpt Agranoff och hans kamrater för att ha mjukat upp nätverkets ideologi genom deras förfining och utveckling av den.
Avdelningar beordrades att anmäla sig till HCC där de skulle utvärderas och om de inte gjorde det skulle de inte accepteras som avdelningar till den nya organisationen. I samma nummer fanns också ett dokument om hur Hardline-revolutionen skulle utvecklas och som sades var skrivet 1990, men som aldrig tidigare setts till och som var av misstänkt samtidig karaktär.
Många delar (inklusive Agranoffs) lämnade Hardline-rörelsen helt och etablerade istället ett nytt nätverk kallat Education For A Sustainable Future (ESF). ESF skilde sig från sin föregångare i det att den inte tog ställning för eller emot homo- eller bisexualitet, det var inte en organisation man blev medlem i och var helt och håller baserad på aktivism istället för subkulturell aktivitet. Likt Hardline, hade ESF en holistisk syn på världen, men den lyckades undvika den gamla rörelsens fallgropar och därmed integrera sig i en större politisk miljö.
De som var HCC trogna fick se organisationen styras åt ett alltmer islamskt och islamistiskt synsätt i nära ett år. Efter det publicerades "Vanguard" nummer nio som tillkännagav organisationens död. Enligt zinet skulle hardliners vara trogna sin tro men inte längre agera under en officiell organisation utan skulle istället fungera som ett underjordiskt nätverk av infiltratörer i andra revolutionära organisationer, rörelser och subkulturer. Denna fas av nätverkets plan publicerades i "Vanguard" nummer åtta.
Nästan direkt efter nummer nio av "Vanguard" startades Ahl-i Allah (Folket av Allah) av de kvarvarande hardlinern. På den tidiga gruppens webbplats finns gamla artiklar publicerade i "Vanguard" men smått omskrivna för att passa in i organisationens tolkning av islam och nytt material som var mer muslimsk inriktat. Ahl-i Allah har sen dess rationaliserat sig om sig själv till Taliyah al-Mahdi. Trots både den nya organisationens islamism och kritiken i "Vanguard" åttonde nummer angående affiniteten med neopaganismen den gamla rörelsen utvecklade under Agranoffs ledarskap, fortsätter Taliyah att blanda olika världsåskådningar. Gruppens webbplats innehåller flera symboler och texter från olika strömningar, bland annat en bild på yin-yang och två korsade medeltida kinesiska vapen. En uppsats gruppen ger ut som förespråkar veganism från ett muslimskt perspektiv har namnet "Live Ital," en uppenbar flirt med rastafarianism.
Vid sin höjdpunkt hade Hardline-rörelsen avdelningar över hela USA, Europa, Sydamerika och Australien.

## Band
Det fanns fler band än Vegan Reich som tog sig an filosofin hardline. Några är:
- Raid (Tennessee, USA)
- Statement (England)
- Recoil (Tennessee, USA)
- Domaren och Bödeln (Eskilstuna, Sverige)
- Pure Blood (Tennessee, USA)
- New Dawn (USA)
- Uprising (New York, USA)
- Talisman (New York, USA)

Band med någon eller några medlemmar som var Hardline var:
- Day of Suffering (North Carolina, USA)
- Ecorage (Essen, Tyskland)
- Birthright (Indiana, USA)
- Eighteen Visions (Kalifornien, USA)
- Abnegation (Pennsylvania, USA)
- Absence (Italien)
- Força Vegan (Brasilien)
- Warcry (Indiana, USA)
- Contempt (New York, USA)
- Beta Minus Mechanic (New York, USA)
- Race Traitor (Illinois, USA)
- Framework (New York, USA)
- Captive Nation Rising (Kalifornien, USA)
- Gatekeeper (New York, USA)
- Sunrise (Polen)
- Pressure (Kalifornien, USA)
- Warpath (Indiana, USA)
- Talisman (England)
- Slavearc (England)
- Hardball (Indiana, USA)
- Pain Runs Deep (Polen)
- Healing (Polen)